# Albert Kesselring
Albert Kesselring (30 tháng 11 năm 1885, 16 tháng 7 năm 1960) là thống chế không quân Đức Quốc xã trong thời Chiến tranh thế giới thứ hai. Được quân Đồng Minh đặt biệt hiệu là "Albert hay cười" (smiling Albert) và binh lính của ông đặt biệt hiệu "Bác Albert", ông là một trong những vị tướng được lòng binh lính nhất trong Chiến tranh thế giới thứ hai.. Kesselring là một trong những tướng tài giỏi nhất của Hitler, ông từng tham gia trong Chiến tranh thế giới thứ nhất, và về sau chỉ huy không quân Đức trong các cuộc tấn công vào Ba Lan, Pháp, Anh Quốc, và Liên Xô.
Ông nắm quyền tổng tư lệnh phía Nam, chỉ huy toàn khu vực chiến trường Địa Trung Hải, trong đó có chiến trường Bắc Phi. Khi quân Đồng Minh tấn công vào Ý, Kesselring cầm quân kháng cự lâu dài, gây trở ngại rất lớn cho quân địch. Ông cũng tham gia tại mặt trận tây Âu trong giai đoạn cuối của cuộc chiến.
Sau khi chiến tranh chấm dứt, Kesselring bị đem ra xử tội ác chiến tranh và kết án tử hình nhưng sau đó được giảm án xuống tù chung thân. Trong tù ông được cử làm chủ tịch nhóm Tân Quốc xã . Năm 1952 ông được trả tự do.
Tuy ông không là đảng viên đảng Quốc xã Đức , Albert Kesselring không hề phản đối những tội ác của quân Đức do ông chỉ huy gây nên. Ông cũng luôn tỏ rõ lòng trung thành với Hitler 
Albert Kesselring là một trong hai thống chế Đức duy nhất có cho xuất bản sách hồi ký về chiến tranh, mang tựa đề "Người Lính Cho Đến Ngày Cuối Cùng"